# یوسف سبلی
یوسف سبلی (فرانسوی: Youssouf Sabaly‎؛ زادهٔ ۵ مارس ۱۹۹۳) یک بازیکن فوتبال اهل فرانسه است که در پست دفاع راست برای بوردو در لوشامپیونه بازی می‌کند.
از باشگاه‌هایی که در آن بازی کرده‌است می‌توان به نانت اشاره کرد.